# Congrès suisse pour les intérêts féminins
Le congrès suisse pour les intérêts féminins a lieu la première fois du 8 au 12 septembre 1896 dans le cadre de l'Exposition nationale Suisse à Genève. Le Congrès est l'occasion pour le Mouvement des femmes de parvenir à susciter un intérêt public et de prendre position comme mouvance politique montante. 

## Premier Congrès des intérêts féminins, Genève, 1896
Camille Vidart organise ce premier congrès en 1896.
L'objectif du congrès est d'informer le grand public sur les activités extra domestiques des femmes. Pratiquement toutes les grandes associations de femmes de l'époque y participent. Le programme du congrès est large et varié et comprend entre autres les thèmes : écoles et formation professionnelle pour les filles, taux d'activité professionnel des femmes, bénévolat et travail social, mais aussi aspects du droit civil, pénal, régime matrimonial et droit des successions. La question du droit de vote des femmes est abordée et suscite les controverses.
Plusieurs intervenants masculins ont invité les femmes dans le cadre du congrès à « être les alliées des hommes, et non leurs ennemies » et à retenir quelque peu le niveau de leurs revendications. À la suite de ce congrès est fondée la première commission parlementaire ayant pour objectif d'examiner la « question des femmes ».
Durant le congrès est lancée l'idée de créer l'Alliance de sociétés féminines suisses.

## Deuxième Congrès des intérêts féminins, Berne, 1921
Le deuxième congrès pour les intérêts féminins a lieu à Berne en 1921. L'ambiance est dominée par la frustration après le refus du droit de vote des femmes dans six cantons. Ce congrès aborde en particulier le droit des femmes au travail, l'égalité salariale entre femmes et hommes et l'amélioration de la formation professionnelle des femmes. La question de la féminisation ou masculinisation de domaines professionnels spécifiques n'est pas remise en cause. La Ligue Suisse des Femmes Catholique et les sociaux-démocrates ne participent pas.

## Troisième Congrès, Zurich, 1946
La devise du 20 au 24 septembre 1946 du 3e congrès qui se déroule à Zurich est « La femme dans le travail responsable du peuple suisse ». 67 associations de femmes participent à la manifestation. Il est dirigé par Jeanne Eder-Schwyzer. Pour la première fois l'Association suisse pour le suffrage féminin est représentée. Les sociaux-démocrates et les Catholiques participent pour la première fois également. Le thème central du congrès n'est pas l'égalité des droits économiques ou politiques, mais la femme en tant qu'éducatrice, nourricière et membre d'actions caritatives.

## Quatrième Congrès, Berne, 1975
Le quatrième congrès a lieu durant l'année Internationale de la femme, et 80 organisations participent. Durant les préparatifs, les organisatrices cherchent à éviter le thème de l'avortement et l'initiative populaire "Solution du délai pour l'avortement" alors d'actualité. Les féministes radicales du Mouvement de libération des femmes (Suisse) entravent le déroulement du congrès et exigent une Discussion sur la grossesse. La discussion conduit, en dépit de vives protestations des Catholiques, une majorité de participantes à s'exprimer en faveur de la solution du délai pour l'avortement.
D'autres résolutions de ce congrès concernent le lancement de l'initiative pour l'égalité en hommes et femmes et la demande d'un Bureau fédéral de la condition féminine. Les représentantes plus traditionnelles et conservatrices de la défense des droits des femmes tentent de freiner les activistes plus jeunes dans leurs revendications, car elles pensent que peu de temps après l'obtention du droit de vote il faut faire profil bas et ne pas exiger plus. 